# Sant Esteve del Pujol de Planès
Sant Esteve del Pujol de Planès és una església catòlica del nucli disseminat del Pujol de Planès, al municipi de Montmajor (Berguedà). És una obra inclosa en l'Inventari del Patrimoni Arquitectònic de Catalunya. A Sant Esteve del Pujol de Planès s'hi celebren misses el dia de Sant Esteve, el 26 de desembre i durant la festa major, el diumenge després de L'ascensió.

## Ubicació
L'església de Sant Esteve del Pujol de Planès està situada al nucli del Pujol de Planès, a 10 km al sud del nucli de Montmajor, seguint la carretera que surt de la plaça del poble i passa per l'església de Sant Sadurní de Montmajor. També s'hi pot arribar des de Gargallà agafant la carretera que mena cap al Balaguer. Està situada al costat del mas Pujol de Planès, a l'extrem de la Serra de Querol entremig de les rieres de Navel i de l'Hospital.

## Descripció
Durant el segle xvii es va modificar l'església romànica. La seva planta original es correspon a un edifici d'una sola nau que està rematat per un creuer i que té tres absis a la banda oriental. Aquests estan bastits sobre la roca i, juntament amb la capçalera són la part més interessant de l'edifici, degut als jocs de les teulades i l'ornamentació dels absis que són dels inicis de l'art romànic: arcuacions cegues i bandes llombardes. Una finestra de doble esqueixada coberta amb un arc de dovelles està a l'absis central que està coronat per una arquivolta senzilla. Els dos absis laterals són més petits i van ser realçats en el segle xvii quan es va renovar i ampliar el temple; tot i això encara conserven la seva decoració d'arcuacions i bandes.

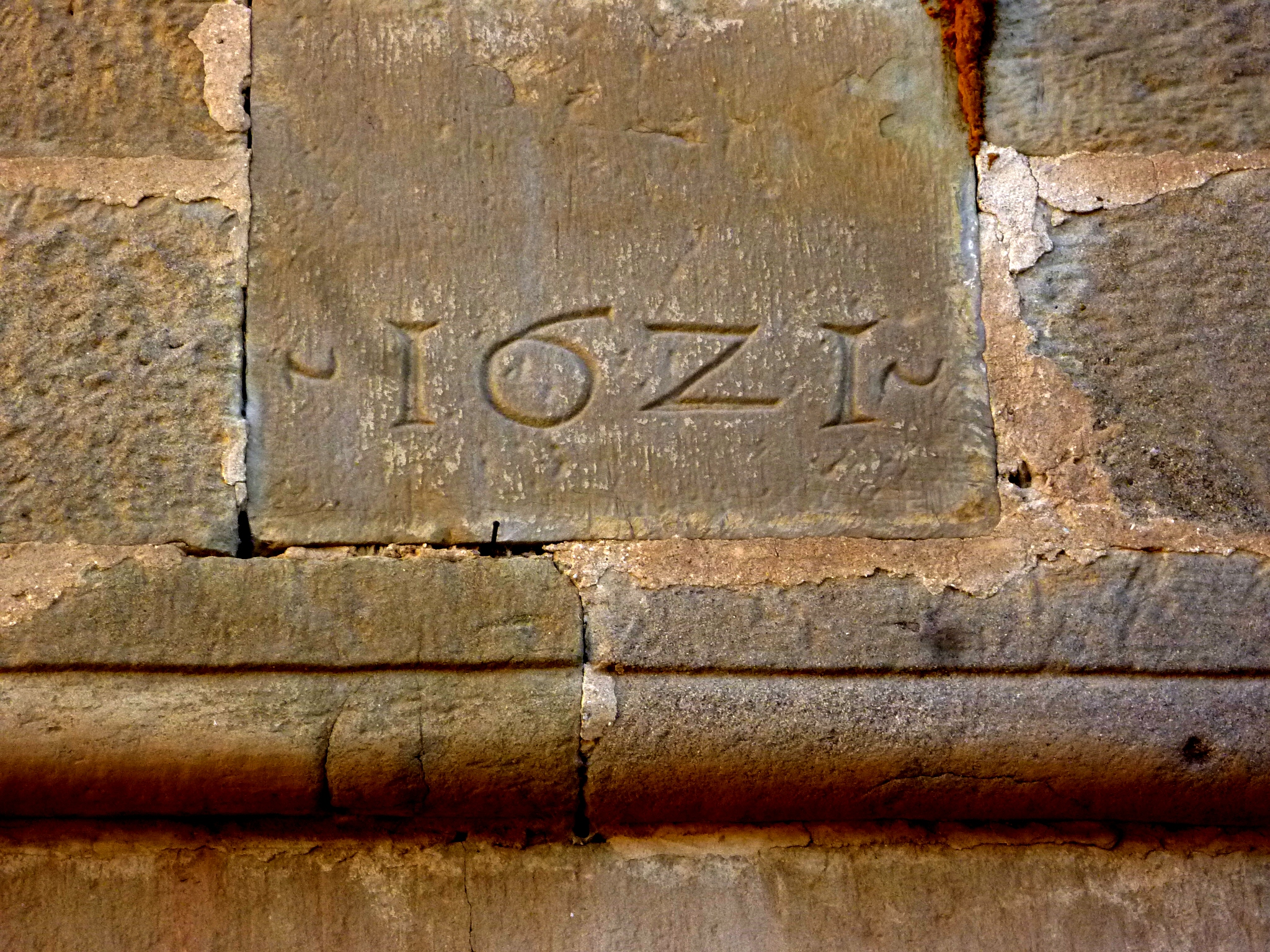
Data damunt la porta d'accés

Es creu que la porta del temple romànic havia d'estar situada en el mateix lloc que la porta actual, la llinda de la qual data del 1621. L'interior de l'edifici està recobert per guix pintat, tot i que encara s'hi pot veure que la nau era coberta amb voltes de pedra de mig punt i que hi havia una cúpula semiesfèrica a la intersecció. En el segle xvii també s'hi va afegir noves dependències com la rectoria i la sagristia que van espatllar un dels conjunts romànics considerats com dels més interessants del Berguedà.
Dins el temple s'hi conserva la tapa d'un sarcòfag de doble vessant i els caps en forma de triangle de 100 cm de llargada per 65 d'amplada i 26 d'alçada qu eté una decoració amb tres cercles en un dels pendents i un estel inscrit de sis braços en els dos laterals. Els retaules de l'església de Sant Esteva del Pujol de Planès estan conservats a l'església de Sant Sadurní de Montmajor. N'hi ha un dedicat a Sant Esteve que és renaixentista (1635) i un de dedicat a la Mare de Déu del Roser que és barroc (1726).

## Història
Sant Esteve del Pujol de Planès va estar lligada des dels seus orígens al monestir de Santa Maria de Serrateix i estava situada al Comtat de Berga. Quan el comte Oliba Cabreta de la Cerdanya va visitar Serrateix l'any 983 va confirmar les donacions que Ató i Riquilda havien fet, en el que s'afirmava que el Castell de Montmajor depenia del Pujol (ipsa honore de ipso Puiol qui est subtus castro de Monte Maiores). El primer document escrit que parla de l'església del Pujol és de l'any 1183, en el que s'explica que Solextendis va fer llegats testamentaris a favor de l'església-monestir de Serrateix, a Santa Maria d'Aguilar del Sunyer i a Sant Esteve del Pujol. El 1312 es confirma el caràcter parroquial de Sant Esteve, en la visita al deganat del Berguedà.
La família cardonina dels Gibert, que eren senyors de la Casa-Palau dels Gibert fou la propietària de l'església a partir del segle xiv. La Casa Ducal de Cardona va dominar el Pujol de Planès i la seva església a partir de l'edat moderna, que va passar a formar part de la seva batllia. Durant el segle xvii era una parròquia que tenia coma sufragània l'església de Santa Maria d'Aguilar i depenia de l'oficialat de Cardona. En l'actualitat és una sufragània de la parròquia de Sant Sadurní de Montmajor. El 1901 Maria de Consol de Grassot i Cibat va obtenir el títol de la Baronia del Pujol de Planès i durant els incendis forestals de Catalunya de 1994 l'església va patir mals i s'hi va haver de reconstruir la teulada i el porxo.